# Discosomaticinae
Discosomaticinae zijn een onderfamilie van de Cosmetidae. De wetenschappelijke naam werd voor het eerst geldig gepubliceerd in 1923 door Roewer.

## Taxonomie
De volgende geslachten worden bij de onderfamilie ingedeeld:
- Bodunius Mello-Leitão, 1935
- Discosomaticus Roewer, 1923
- Fortalezius Roewer, 1947
- Gryne Simon, 1879
- Metagryne Roewer, 1912
- Paragryne Roewer, 1912
- Paraprotus Roewer, 1912
- Protus Simon, 1879
- Roquettea Mello-Leitão, 1931
- Sibambea Roewer, 1917